# Eriopterella breviseta
Eriopterella breviseta är en tvåvingeart som först beskrevs av Alexander 1968.  Eriopterella breviseta ingår i släktet Eriopterella och familjen småharkrankar. Inga underarter finns listade i Catalogue of Life.